# Mohammed Abubakari
Mohammed Abubakari (Kumasi, 15 febbraio 1986) è un calciatore ghanese, centrocampista svincolato.

## Caratteristiche tecniche
Il suo ruolo principale è quello di incontrista, un centrocampista centrale difensivo.

## Carriera

### Club
Cresciuto in Ghana in una società satellite del Feyenoord, è stato il primo giocatore di quell'accademia ad ottenere un contratto nei Paesi Bassi dalla squadra madre, ma in diciotto mesi non ha collezionato alcuna presenza in prima squadra.
Nel 2007 è approdato in Grecia firmando un contratto biennale con il Panserraïkos. Nel paese ellenico transiterà da svariate squadre, tra cui il PAOK che libero da vincoli contrattuali gli ha sottoposto un contratto di 4 anni. In bianconero colleziona una sola presenza in campionato, prima di essere girato in prestito al Levadeiakos e nuovamente al Panserraïkos per una seconda parentesi. Rimane in Grecia fino all'estate 2012, vestendo nel frattempo anche le maglie di Larissa e Doxa Drama.
Il 1º agosto 2012, dopo un provino superato, viene ufficialmente tesserato dagli svedesi dell'Åtvidaberg. Qui rimane per due anni e mezzo fino alla scadenza del contratto, per poi continuare a giocare in Allsvenskan con l'ingaggio da parte dell'Häcken, squadra in cerca di un sostituto per il partente Oscar Lewicki. Nei tre anni di permanenza in giallonero ha collezionato 77 presenze in campionato e segnato due gol.
Nel 2018 è sceso in seconda serie, da svincolato, per giocare nell'Helsingborg con un contratto di tre anni con opzione sul quarto. Ha lasciato la squadra al termine dell'Allsvenskan 2020, conclusa con la retrocessione dei rossoblu.

### Nazionale
Nel 2006 ha giocato 3 partite con la nazionale ghanese.

## Palmarès

### Club

#### Competizioni nazionali
- Beta Ethniki: 1

Panserraïkos: 2007-2008
- Coppa di Svezia: 1

Häcken: 2015-2016
- Superettan: 1

Helsingborg: 2018